# Eugenia churutensis
Eugenia churutensis är en myrtenväxtart som beskrevs av Cornejo. Eugenia churutensis ingår i släktet Eugenia och familjen myrtenväxter.
Artens utbredningsområde är Ecuador. Inga underarter finns listade i Catalogue of Life.